# Чемпионат мира по плаванию в ластах 2007
14-й чемпионат мира по плаванию в ластах проводился в Бари (Италия) с 27 июля по 6 августа 2007 года.

## Распределение наград
*   Страна-организатор
| Место | Страна           | Золото | Серебро | Бронза | Всего |
| ----- | ---------------- | ------ | ------- | ------ | ----- |
| 1     | Китай            | 12     | 7       | 1      | 20    |
| 2     | Россия           | 10     | 11      | 8      | 29    |
| 3     | Италия*          | 7      | 6       | 2      | 15    |
| 4     | Украина          | 2      | 4       | 7      | 13    |
| 5     | Франция          | 2      | 1       | 3      | 6     |
| 6     | Греция           | 2      | 1       | 0      | 3     |
| 7     | Венгрия          | 1      | 4       | 4      | 9     |
| 8     | Республика Корея | 0      | 2       | 1      | 3     |
| 9     | Германия         | 0      | 0       | 2      | 2     |
| 9     | Эстония          | 0      | 0       | 2      | 2     |
| 10    | Египет           | 0      | 0       | 1      | 1     |
| 10    | Колумбия         | 0      | 0       | 1      | 1     |
| Всего | Всего            | 36     | 36      | 36     | 108   |

## Медалисты

### Мужчины
| Дисциплина                  | Золото                                                                         | Золото      | Серебро                                                                       | Серебро  | Бронза                                                                             | Бронза   |
| --------------------------- | ------------------------------------------------------------------------------ | ----------- | ----------------------------------------------------------------------------- | -------- | ---------------------------------------------------------------------------------- | -------- |
| 50 м в ластах, ныряние      | Игорь Сорока · Украина                                                         | 14.27       | Евгений Скорженко · Россия                                                    | 14.35    | Николай Товер · Эстония                                                            | 14.64    |
| 50 м в ластах               | Евгений Скорженко · Россия                                                     | 15.42       | Дмитрий Сидоренко · Украина                                                   | 15.63    | Чезаре Фумарола · Италия                                                           | 15.85    |
| 100 м в ластах              | Чезаре Фумарола · Италия                                                       | 35.60       | Андрей Бураков · Россия                                                       | 36.10    | Андреа Нава · Италия                                                               | 36.28    |
| 200 м в ластах              | Стефано Фиджини · Италия                                                       | 1:23.11     | Андреа Нава · Италия                                                          | 1:23.74  | Бенуа Кастера · Франция                                                            | 1:23.88  |
| 400 м в ластах              | Стефано Фиджини · Италия                                                       | 2:59.74 WR  | Андреа Нава · Италия                                                          | 3:03.50  | Павел Целищев · Россия                                                             | 3:06.29  |
| 800 м в ластах              | Стефано Фиджини · Италия                                                       | 6:26.32     | Иоаннис Цурунакис · Греция                                                    | 6:30.06  | Юн Ён Джун · Республика Корея                                                      | 6:30.62  |
| 1500 м в ластах             | Стефано Фиджини · Италия                                                       | 12:27.15 WR | Юн Ён Джун · Республика Корея                                                 | 12:34.93 | Фабио Пикки · Италия                                                               | 12:37.61 |
| 50 м в классических ластах  | Павел Кулаков · Россия                                                         | 19.83       | Андреа Рампаццо · Италия                                                      | 20.00    | Ислам Ахмед Шама · Египет                                                          | 20.47    |
| 100 м в классических ластах | Павел Кулаков · Россия                                                         | 43.43       | Андреа Рампаццо · Италия                                                      | 43.79    | Владимир Соколов · Россия                                                          | 45.56    |
| 200 м в классических ластах | Андреа Рампаццо · Италия                                                       | 1:38.68     | Даниел Кокай · Венгрия                                                        | 1:40.38  | Стефано Цебрини · Италия                                                           | 1:41.21  |
| 100 м с аквалангом          | Игорь Сорока · Украина                                                         | 32.68       | Андрей Бураков · Россия                                                       | 32.78    | Чезаре Фумарола · Италия                                                           | 32.97    |
| 400 м с аквалангом          | Иоаннис Цурунакис · Греция                                                     | 2:46.41 WR  | Игорь Сапрыкин · Россия                                                       | 2:47.02  | Силард Вильгельм · Венгрия                                                         | 2:48.82  |
| 800 м с аквалангом          | Иоаннис Цурунакис · Греция                                                     | 5:52.72 WR  | Силард Вильгельм · Венгрия                                                    | 5:53.60  | Игорь Сапрыкин · Россия                                                            | 5:57.30  |
| Эстафета 4×100 м в ластах   | Александр Формин · Евгений Скорженко · Павел Кулаков · Андрей Бураков · Россия | 2:24.70     | Чезаре Фумарола · Фабио Пикки · Паоло Варетто · Симон Мусарра · Италия        | 2:26.00  | Леонидас Ромеро · Диего Эррера · Маурисио Фернандес · Альваро Хуго Поло · Колумбия | 2:27.77  |
| Эстафета 4×200 м в ластах   | Паоло Варетто · Андреа Нава · Чезаре Фумарола · Стефано Фиджини · Италия       | 5:32.87 WR  | Павел Целищев · Владимир Соколов · Илья Исламов · Алексей Бусловских · Россия | 5:41.67  | Виктор Панев · Ярослав Розкладка · Дмитрий Сидоренко · Александр Личенко · Украина | 5:46.32  |
| 6000 м                      | Смолин-Фруассар, Рафаэль · Франция                                             | 57.10       | Максим Чёрный · Украина                                                       | 58.50    | Алексей Бусловских · Россия                                                        | 59.34    |
| 20000 м                     | Павел Бабкин · Россия                                                          | 3:36.22     | Дмитрий Кокорев · Россия                                                      | 3:48.33  | Энрико Шульц · Германия                                                            | 3:50.19  |
| Эстафета 4×3000 м           | Николай Резников · Алексей Бусловских · Павел Бабкин · Роман Малетин · Россия  | 1:50.18     | Фабио Пикки · Симон Малленьи · Алекс Баттиста · Стефано Фиджини · Италия      | 1:51.42  | Энрико Шульц · Ив Ролак · Себастиан Лассак · Христиан Эйфе · Германия              | 1:52.08  |

### Женщины
| Дисциплина                  | Золото                                                                          | Золото   | Серебро                                                                                    | Серебро  | Бронза                                                                           | Бронза   |
| --------------------------- | ------------------------------------------------------------------------------- | -------- | ------------------------------------------------------------------------------------------ | -------- | -------------------------------------------------------------------------------- | -------- |
| 50 м ныряние                | Чжу Баочжен · Китай                                                             | 15.72    | Сю Хуаншан · Китай                                                                         | 15.95    | Галия Саттарова · Эстония                                                        | 16.69    |
| 50 м в ластах               | Чжу Баочжен · Китай                                                             | 17.42    | Сю Хуаншань · Китай                                                                        | 17.71    | Маргарита Артюшенко · Украина                                                    | 18.25    |
| 100 м в ластах              | Чжу Баочжен · Китай                                                             | 39.50    | Сю Хуаншань · Китай                                                                        | 40.36    | Маргарита Артюшенко · Украина                                                    | 40.69    |
| 200 м в ластах              | Ли Цзин · Китай                                                                 | 1:30.67  | Василиса Кравчук · Россия                                                                  | 1:31.20  | Чжу Баочжен · Китай                                                              | 1:31.39  |
| 400 м в ластах              | Лю Цзяо · Китай                                                                 | 3:21.37  | Василиса Кравчук · Россия                                                                  | 3:22.44  | Ольга Шляховская · Украина                                                       | 3:22.56  |
| 800 м в ластах              | Лю Цзяо · Китай                                                                 | 7:01.76  | Юй Синь · Китай                                                                            | 7:03.98  | Мелинда Вирц · Венгрия                                                           | 7:05.89  |
| 1500 м в ластах             | Лю Цзяо · Китай                                                                 | 13:27.88 | Юй Синь · Китай                                                                            | 13:29.32 | Мелинда Вирц · Венгрия                                                           | 13:44.37 |
| 50 м в классических ластах  | Валентина Артемьева · Россия                                                    | 22.37    | Марина Максимова · Россия                                                                  | 23.51    | Николь Фискарелли · Италия                                                       | 23.84    |
| 100 м в классических ластах | Валентина Артемьева · Россия                                                    | 49.63    | Сцилла Каройи · Венгрия                                                                    | 49.91    | Марина Максимова · Россия                                                        | 51.27    |
| 200 м в классических ластах | Хайналка Дербецени · Венгрия                                                    | 1:51.07  | Лилла Ленгьел · Венгрия                                                                    | 1:51.96  | Марина Максимова · Россия                                                        | 1:52.11  |
| 100 м с аквалангом          | Чжу Баочжен · Китай                                                             | 35.32    | Ли Цзин · Китай                                                                            | 36.70    | Камилла Хейтц · Франция                                                          | 37.67    |
| 400 м с аквалангом          | Хуан Цзефень · Китай                                                            | 3:06.22  | Чан Е Сол · Республика Корея                                                               | 3:10.25  | Ирина Положенцева · Украина                                                      | 3:11.12  |
| 800 м с аквалангом          | Лю Цзяо · Китай                                                                 | 6:33.21  | Хуан Цзефень · Китай                                                                       | 6:35.99  | Ирина Положенцева · Украина                                                      | 6:41.82  |
| Эстафета 4×100 м            | Ли Джинг · Сю Хуаншань · Хуан Цзефень · Чжу Баочжен · Китай                     | 2:43.90  | Екатерина Делова · Анна Позий · Ирина Кучер · Екатерина Река · Украина                     | 2:44.67  | Валентина Артемьева · Валерия Барановская · Анна Бер · Василиса Кравчук · Россия | 2:44.88  |
| Эстафета 4×200 м            | Чжу Баочжен · Юй Синь · Лю Цзяо · Ли Цзин · Китай                               | 6:12.07  | Валентина Артемьева · Валерия Барановская · Медея Джавахишвили · Василиса Кравчук · Россия | 6:15.07  | Сцилла Каройи · Ханалка Дербецени · Мелинда Вирц · Лаура Лабоди · Венгрия        | 6:30.92  |
| 6000 м в ластах             | Марина Грожан · Франция                                                         | 1:03.08  | Татьяна Цой · Россия                                                                       | 1:03.36  | Татьяна Красногор · Украина                                                      | 1:03.55  |
| 20000 м в ластах            | Анна Андриевских · Россия                                                       | 3:54.54  | Эмилия Тиньо · Франция                                                                     | 3:56.41  | Людмила Чухнова · Россия                                                         | 3:59.53  |
| Эстафета 4×3000 м           | Анна Андриевиских · Анжелика Старикова · Людмила Чухнова · Татьяна Цой · Россия | 1:59.18  | Анна Позий · Татьяна Красногор · Дарина Николаенко · Ольга Шляховская · Украина            | 1:59.18  | Эмилия Тиньо · Дельфина Лаз · Лиза Сен-Жюрс · Марина Грожан · Франция            | 2:00.29  |